# Château Bufalini
Pour les articles homonymes, voir Bufalini.
Le château Bufalini (en italien Castello Bufalini) est une forteresse militaire située à San Giustino, dans la partie Nord de la région d'Ombrie, aux confins de la Toscane, des Marches et de la Romagne. 

## Historique
Le Château Bufalini est une forteresse militaire dont l'origine remonte à la seconde moitié du XVe siècle permettant la défense les territoires des États pontificaux sur leur frontière avec la Toscane et les Marches. Sa construction sur les restes d'une forteresse en ruines, remonte à 1480, sur projet de l'architecte Mariano Savelli. 
La forteresse a été construite sous la forme d'un quadrilatère irrégulier, avec quatre tours d'angle reliées par des passerelles et surplombées par une tour centrale, le tout entouré de larges et profonds fossés en forme d'étoile pouvant être franchis par un pont-levis, des fortifications caractéristique de la trace italienne. 
Dans la première moitié du XVIe siècle le château a été transformé en  résidence par la famille noble des Bufalini. La tour de gauche a été élevée et transformée en loggia et recouverte par un large porche à colonnes et agrémentée d'une balustrade en grès. Une nouvelle entrée a été réalisée  au centre de la façade.
Le projet de restructuration est attribué à Vasari et date de  1492.

## Culture
Depuis 1989, le château est la propriété du Ministère de la culture et du patrimoine, toujours en cours de restauration, il peut être visité pendant l'été. 
Il contient une collection de peintures :
- Des fresques de Cristofano Gherardi.
- Deux Madones, l'une attribuée à Luca Signorelli, l'autre à Andrea del Sarto.
- Des œuvres de Guido Reni et du Pinturicchio.

L'intérieur du château est préservé et comporte des meubles anciens de la fin de la Renaissance et du baroque. Dans certaines niches du cloître intérieur et dans la salle du trône se trouvent des bustes en marbre d'époque romaine provenant des fouilles de Colle Plinio (villa  Pline le Jeune). 
Entre les murs et les douves du château, dans un espace irrégulier, s'étend le magnifique jardin de style Renaissance, agrémenté par un labyrinthe en buis.